# Домашний ёж
Домашний ёж — домашнее животное, претерпевшее небольшие физические изменения в ходе одомашнивания. Предком домашнего ежа может быть либо восточноевропейский ёж (лат. Erinaceus concolor), либо белобрюхий ёж (лат. Atelerix albiventris).

## Римское одомашнивание
Римляне одомашнили представителей вида алжирский ёж (лат. Atelerix algirus) в I веке нашей эры, чтобы использовать их в качестве домашних животных, а также ради их мяса. Иногда богатые римляне делали шали и платки из шкур ежей, сделав их важными для торговли, что привело Сенат к решению о начале регулирования торговли шкурами домашних ежей.
Их иглы тоже были важной частью жизни жителей Римской империи, например, с помощью них фермеры удерживали телят от чрезмерного сосания материнской груди. Они также стали использоваться для создания неких «булавок» после того, как римляне начали их разводить и выращивать.

## Современное одомашнивание
Одомашнивание ежей стало популярным в начале 1980–ых годов, хотя некоторые государства до сих пор запрещают содержать их в принципе или содержать их, не имея специальной лицензии. С начала одомашнивания были созданы или стали популярными разные цветовые окраски ежей, такие как альбинос и пинто. Домашние ежи в основном предпочитают содержание в тёплой среде (около 22°C) и никогда не пребывают в зимней спячке в отличие от диких ежей.

## Внешние ссылки
- Pet-Hedgehog.org